# Opilio (vescovo di Novara)
Opilio di Novara (... – Novara, ...; fl. V-VI secolo) è stato vescovo di Novara.

## Biografia
Opilio ricoprì un ruolo importante per la guida della comunità diocesana di Novara in quanto egli fu, durante la rivolta delle città di Milano, Bergamo, Como e Novara al governo del re goto Vitige nell'anno 539. La reazione del nipote di Vitige, Uraia, fu temibile e comportò non poche distruzioni anche per la città di Novara.